# キユーピツト
キユーピツトは1957年（昭和32年）生まれの日本のサラブレッドである。阪神牝馬特別など9勝をあげた。生まれたのは横浜市だが、登録上は所有者の所在地である北海道浦河となっている。父はニアルーラ、母はマイリー。

## 経歴
1957年2月28日に横浜港の検疫所で生まれたキューピットは、気性の荒いスピード馬で、1960年（昭和35年）の桜花賞では果敢に先頭を切ったがトキノキロクやスターロツチには歯が立たなかった。4歳時は12月に阪神牝馬特別2着、朝日チャレンジカップも2着。古馬になっても京阪杯や阪急杯で3着になり、重賞には一歩手が届かなかったが、1961年（昭和36年）の暮れに阪神牝馬特別を勝った。後にシンザンの主戦騎手となる栗田勝が騎乗していた。
当時は牝馬限定の重賞は桜花賞、優駿牝馬、クイーンステークス、阪神牝馬特別、東京牝馬特別の5つだけで、このうち古馬が出られるのは阪神牝馬特別と東京牝馬特別だけであったから、この時代には重賞を勝った牝馬というとそれだけで一流の牝馬だった。
競走成績は35戦9勝、2着10回。1960年の阪神牝馬特別に勝った。そのほか朝日チャレンジカップ、阪神牝馬特別に2着、阪急杯と京阪杯で3着。引退して繁殖牝馬となって荻伏牧場に戻り、ヤマピットとミスマルミチを産んだ。ほかには子供ができなかった。
そして、後年、ミスマルミチの子孫から活躍馬が続出する。そして、この牝系は競馬版『華麗なる一族』と呼ばれる樣になった。

## 血統表
| キユーピツトの血統             | キユーピツトの血統                                     | キユーピツトの血統                                     | （血統表の出典）                                       | （血統表の出典） |
| 父系                           | ナスルーラ系                                           | ナスルーラ系                                           | ナスルーラ系                                           |                  |
| 父 Nearula 1950 鹿毛           | 父の父Nasrullah 1940 鹿毛                              | Nearco                                                 | Pharos                                                 | Pharos           |
| 父 Nearula 1950 鹿毛           | 父の父Nasrullah 1940 鹿毛                              | Nearco                                                 | Nogara                                                 |                  |
| 父 Nearula 1950 鹿毛           | 父の父Nasrullah 1940 鹿毛                              | Mumtaz Begum                                           | Blenheim                                               | Blenheim         |
| 父 Nearula 1950 鹿毛           | 父の父Nasrullah 1940 鹿毛                              | Mumtaz Begum                                           | Mumtaz Mahal                                           |                  |
| 父 Nearula 1950 鹿毛           | 父の母Respite 1941 鹿毛                                | Flag of Truce                                          | Truculent                                              | Truculent        |
| 父 Nearula 1950 鹿毛           | 父の母Respite 1941 鹿毛                                | Flag of Truce                                          | Concordia                                              |                  |
| 父 Nearula 1950 鹿毛           | 父の母Respite 1941 鹿毛                                | Orama                                                  | Diophon                                                | Diophon          |
| 父 Nearula 1950 鹿毛           | 父の母Respite 1941 鹿毛                                | Orama                                                  | Cantelupe                                              |                  |
| 母 * マイリー Mairie 1953 鹿毛 | 母の父Supreme Court 1948 黒鹿毛                        | Precipitation                                          | Hurry On                                               | Hurry On         |
| 母 * マイリー Mairie 1953 鹿毛 | 母の父Supreme Court 1948 黒鹿毛                        | Precipitation                                          | Double Life                                            |                  |
| 母 * マイリー Mairie 1953 鹿毛 | 母の父Supreme Court 1948 黒鹿毛                        | Forecourt                                              | Fair Trial                                             | Fair Trial       |
| 母 * マイリー Mairie 1953 鹿毛 | 母の父Supreme Court 1948 黒鹿毛                        | Forecourt                                              | Overture                                               |                  |
| 母 * マイリー Mairie 1953 鹿毛 | 母の母Lusignan 1944 鹿毛                               | William of Valence                                     | Vatout                                                 | Vatout           |
| 母 * マイリー Mairie 1953 鹿毛 | 母の母Lusignan 1944 鹿毛                               | William of Valence                                     | Queen Iseult                                           |                  |
| 母 * マイリー Mairie 1953 鹿毛 | 母の母Lusignan 1944 鹿毛                               | Blue Star                                              | Blue Skies                                             | Blue Skies       |
| 母 * マイリー Mairie 1953 鹿毛 | 母の母Lusignan 1944 鹿毛                               | Blue Star                                              | Heure H. F-No.7-e                                      |                  |
| 母系(F-No.)                    | 7号族(FN:7-e)                                          | 7号族(FN:7-e)                                          | 7号族(FN:7-e)                                          | [ § 2 ]          |
| 5代内の近親交配                | Pharos 4×5=9.38%、Teddy 5×5=6.25%、Blandford 5×5=6.25% | Pharos 4×5=9.38%、Teddy 5×5=6.25%、Blandford 5×5=6.25% | Pharos 4×5=9.38%、Teddy 5×5=6.25%、Blandford 5×5=6.25% | [ § 3 ]          |
| 出典                           | 1. 2. 3.                                               | 1. 2. 3.                                               | 1. 2. 3.                                               | 1. 2. 3.         |